# Autoroute A-64 (Espagne)
Pour les articles homonymes, voir A64.
L'autoroute A-64 est une autoroute de 40 km qui relie Oviedo à Villaviciosa dans la communauté de Asturies. 
Elle permet de relier directement Oviedo à l'A-8 en venant de l'ouest (Santander, Bilbao) sans faire le détour par Gijón.
L'A-64 a été construite pour permettre aux véhicules en provenance de Cantabrie (Santander) et du Pays basque (Bilbao...) d'éviter le détour par Gijón via l'A-66 pour rejoindre Oviedo mais directement depuis Villaviciosa (A-8).

## Tracé
- L'A-64 débute au nord de l'agglomération d'Oviedo à la bifurcation entre l'A-66 (Séville - Gijón) et elle-même.
- Elle va croise quelque mètre plus loin l'AS-3 (Llanera - Langreo) en cours de conversion en autovia pour reprendre son chemin vers l'est le long de la N-634.
- Elle bifurque à hauteur de Siero avec l'AS-1 (Gijón - Mieres).
- La dernière section longue de 25 km environ permet à l'A-8 de se connecter à l'A-64 à vers Villaviciosa.

## Sorties
De Oviedo à Villaviciosa
| Sorties | Villes                                                                   |        |
| ------- | ------------------------------------------------------------------------ | ------ |
|         | Oviedo Nord - Grado - Mieres Avilés - Gijón Leon - Madrid - Burgos AP-66 | A-66   |
| 01      | Viella - Zone Industrielle Bravo                                         |        |
| 02      | Zone Industrielle Granda Este                                            | N-634  |
|         | Aviles - Langreo - Llanes                                                | AS-3   |
| 04      | Norena - El Berron                                                       | AS-246 |
|         | Gijón - Mieres                                                           | AS-1   |
| 06      | Pola de Siero Ouest                                                      | N-634  |
| 07      | Pola de Siero Est                                                        | N-634  |
| 08      | Nava - Cangas de Onis                                                    | N-634  |
| 08      | La Vega - La Seca - Villaviciosa                                         | AS-113 |
|         | Gijón - Avilés - Ribadeo Llanes - Torrelavega - Santander                | A-8    |

### Référence
- Nomenclature